# سلسلة الجزر الأولى

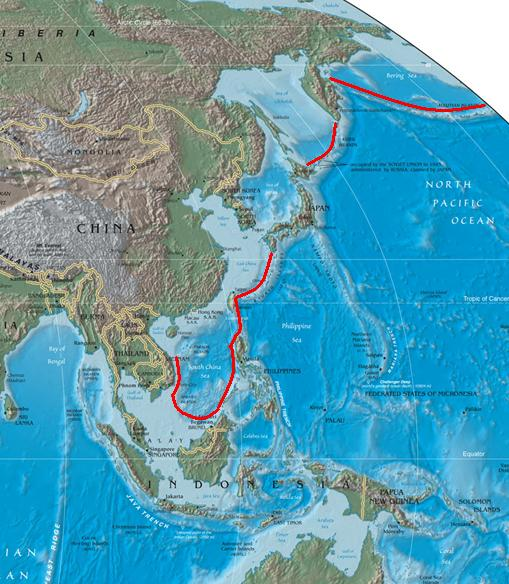
محيط سلسلة الجزر الأولى (مُشار إليه باللون الأحمر).

سلسلة الجزر الأولى هي أول سلسلة من أرخبيلات المحيط الهادئ الرئيسية الممتدة من ساحل البر الرئيسي لشرق آسيا. تتكون بشكل أساسي من جزر الكوريل والأرخبيل الياباني وجزر ريوكيو وتايوان (فورموزا) وشمال الفلبين وبورنيو، وبالتالي تمتد من شبه جزيرة كامتشاتكا في الشمال الشرقي إلى شبه جزيرة الملايو في الجنوب الغربي. تُشكل سلسلة الجزر الأولى واحدة من ثلاث عقائد لسلسلة الجزر ضمن استراتيجية سلسلة الجزر في السياسة الخارجية للولايات المتحدة.  

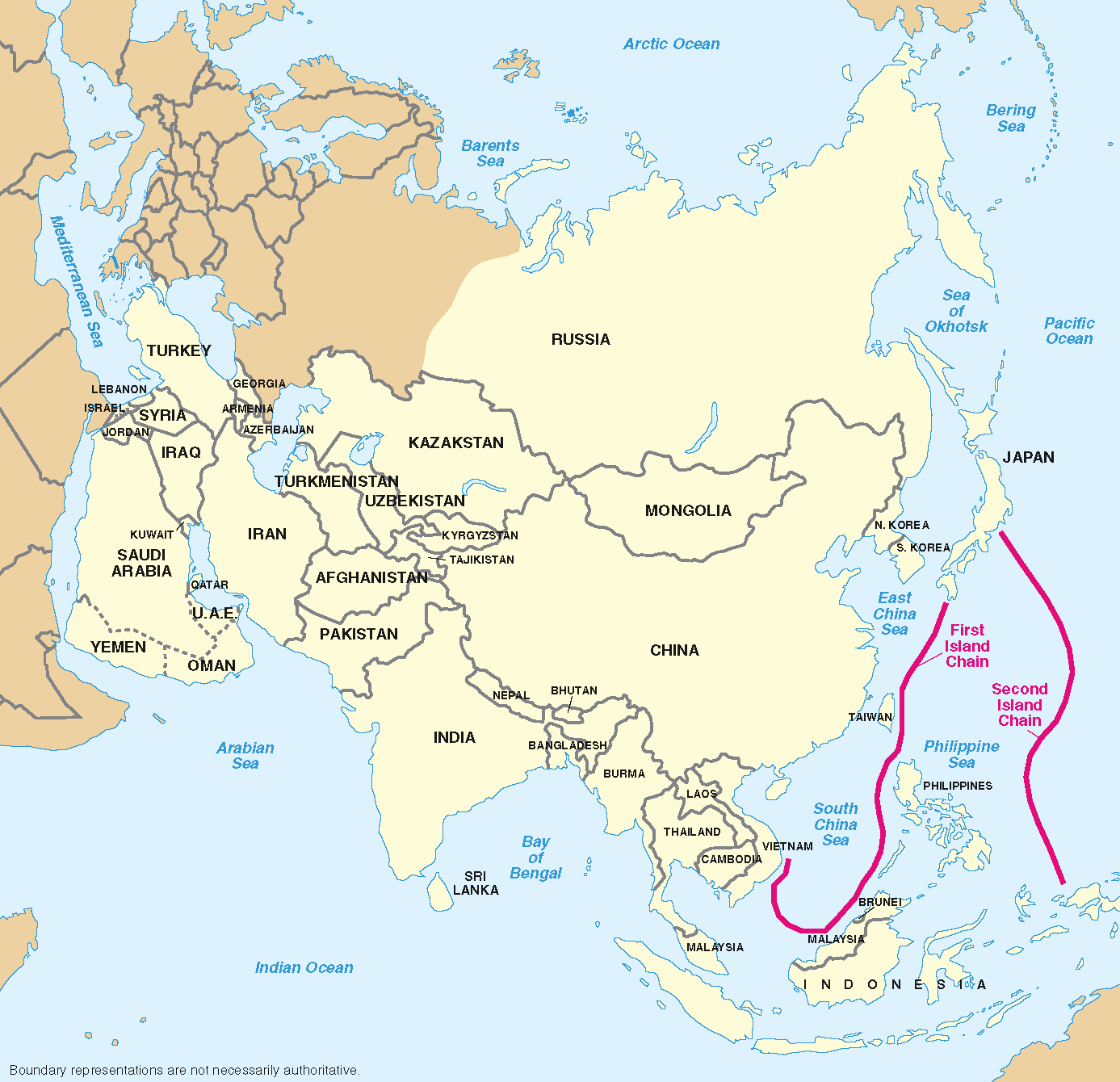
سلسلتي الجزر الأولى والثانية

يقع جزء كبير من سلسلة الجزر الأولى تقريبًا في المياه التي تطالب بها جمهورية الصين الشعبية.  وتشمل هذه المناطق بحر الصين الجنوبي، داخل خط القطاعات التسعة، وكذلك بحر الصين الشرقي غرب حوض أوكيناوا.

## القيمة الاستراتيجية

### الصين
وفقًا لتقرير وزارة الدفاع الأمريكية لعام 2018 المقدم إلى الكونجرس، فإن القدرات العسكرية لجيش التحرير الشعبي في مجال منع الوصول/منع دخول المنطقة والموجهة ضد سلسلة الجزر الأولى، هي الأكثر متانة.  وذكر التقرير أيضًا أن قدرة البحرية التابعة لجيش التحرير الشعبي على أداء مهام تتجاوز سلسلة الجزر الأولى "متواضعة ولكنها آخذة في الازدياد مع اكتسابها خبرة في العمل في المياه البعيدة واستحواذها على منصات أكبر وأكثر تطورًا". 

### اليابان
في عام 2009، اقترح الخبير الاستراتيجي العسكري الياباني توشي يوشيهارا وأستاذ كلية الحرب البحرية جيمس ر. هولمز أن الجيش الأمريكي قد يستغل جغرافية سلسلة الجزر الأولى لمواجهة تزايد قوة البحرية لجيش التحرير الشعبي.  وقد أقر مجلس الوزراء الياباني أيضًا أوراقًا بيضاء دفاعية تؤكد على التهديد الذي تشكله بحرية جيش التحرير الشعبي في سلسلة الجزر الأولى.   
في السنوات الأخيرة من العقد الأول من القرن الحادي والعشرين، بدأت اليابان في نشر أصول عسكرية في يوناجوني وجزرها الأخرى لمواجهة الوجود الصيني على طول تلك المنطقة من سلسلة الجزر الأولى.  
بدأ الموقع الاستراتيجي لليابان في سلسلة الجزر الأولى بالجهود المشتركة بين الولايات المتحدة واليابان لمواجهة التوسع السوفييتي. تلعب قوات الدفاع الذاتي اليابانية حاليا دور حماية القواعد العسكرية الأمريكية والحفاظ على القوة العسكرية في شرق آسيا. أما بالنسبة لقوات الدفاع الذاتي الإقليمية اليابانية، والتي تعتمد بشكل أساسي على الجزر في جنوب اليابان المجاورة للبحر الأصفر وبحر الصين الشرقي، فإن اليابان تتمتع بمزايا عسكرية في تقنيات مكافحة الغواصات والدفاع الجوي والألغام البحرية. 

### الفلبين
في عام 2021، شكر لويد أوستن، نيابة عن الولايات المتحدة، نظيره في الفلبين دلفين لورينزانا على الاحتفاظ باتفاقية القوات الزائرة التي مضى عليها 70 عامًا بين البلدين.  في عام 2023 تم الإعلان عن أربع قواعد جديدة في الفلبين. 

### تايوان
في سلسلة الجزر الأولى، تعتبر تايوان ذات أهمية استراتيجية بالغة.  تقع في منتصف السلسلة الأولى وتحتل موقعًا استراتيجيًا. 

### الولايات المتحدة
وأشار الجنرال الأمريكي دوغلاس ماك آرثر إلى أنه قبل الحرب العالمية الثانية، قامت الولايات المتحدة بحماية شواطئها الغربية بخط دفاعي يمتد من هاواي وجوام إلى الفلبين. لكن هذا الخط الدفاعي تعرض للهجوم من قبل اليابان بقصف بيرل هاربور عام 1941، مما أدى إلى جر الولايات المتحدة إلى الحرب. وبعد ذلك شنت الولايات المتحدة غارة جوية على تايبيه (التي كانت تسمى تايهوكو في عهد الإمبراطورية اليابانية) وألقت القنابل الذرية على هيروشيما وناجازاكي. سمح انتصار الحرب العالمية الثانية للولايات المتحدة بتوسيع خط دفاعها إلى الغرب حتى ساحل آسيا، وبالتالي سيطرت الولايات المتحدة على أول سلسلة جزر.  بين نهاية الحرب العالمية الثانية والحرب الكورية، أشاد ماك آرثر بتايوان، التي تقع في منتصف سلسلة الجزر الأولى، ووصفها بأنها " حاملة طائرات غير قابلة للغرق". 
في أبريل 2014، قيم معهد البحرية الأمريكية أن سلسلة الجزر الأولى هي النقطة الأكثر فعالية لمواجهة أي غزو صيني.  ولا تستطيع الولايات المتحدة قطع الطريق على البحرية التابعة لجيش التحرير الشعبي الصيني من دخول غرب المحيط الهادئ فحسب، بل تستطيع أيضا التنبؤ بالمكان الذي قد تتحرك إليه قبل محاولة اختراقه في المقام الأول. تتمكن الولايات المتحدة ودول سلسلة الجزر الأولى من التنسيق بسبب حرية الملاحة العسكرية الأمريكية في الكتلة الأولى من السلسلة.  دعت مقالة نشرتها مؤسسة البحرية الأمريكية في يونيو 2019 البحرية إلى إنشاء حصار والحفاظ عليه حول سلسلة الجزر الأولى إذا خاضت الولايات المتحدة حربًا مع الصين. 
وزعم أندرو كريبينيفيتش أن "الدفاع الأرخبيلي" للدول التي تشكل سلسلة الجزر الأولى من شأنه أن يشكل جزءًا كبيرًا من تنفيذ استراتيجية الدفاع الوطني لعام 2018.  يقترح تقريرٌ صادرٌ عن مركز التقييمات الاستراتيجية والميزانية عام 2019 "استراتيجيةً عسكريةً أمريكيةً للضغط البحري، ومفهومًا عملياتيًا مشتركًا داعمًا، هو الدفاع "من الداخل إلى الخارج"، لتحقيق استقرار التوازن العسكري في غرب المحيط الهادئ، وحرمان الصين من إمكانية تحقيق أمرٍ واقعٍ ناجح". وتلعب سلسلة الجزر الأولى دورًا محوريًا في التقرير.  في عام 2020، بدأت قوات مشاة البحرية الأمريكية في تغيير تكتيكاتها بالتعاون مع البحرية الأمريكية للانتشار على طول سلسلة الجزر الأولى أو بالقرب منها.  في عام 2021، أعلن سلاح مشاة البحرية الأمريكي عن هدفه المتمثل في إنشاء ثلاثة أفواج إضافية متمركزة في المحيط الهادئ.  